# Hoang Phuc-pagoden (tempel)

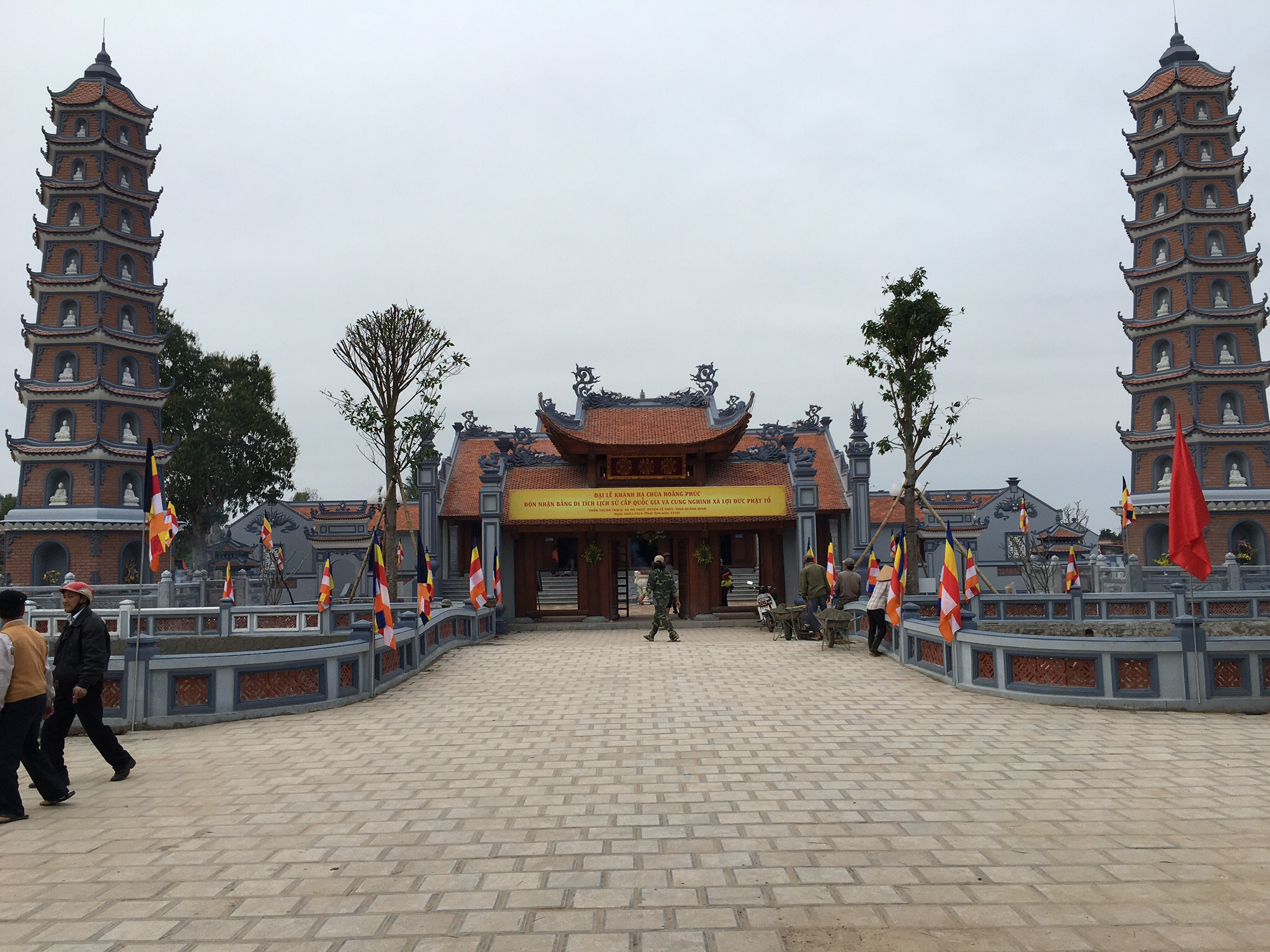
Hoang Phuc-pagoden

Hoang Phuc-pagoden (vietnamesiska: Chùa Hoằng Phúc) är en pagod beläget 45 kilometer söder Dong Hoi, 500 km söder om Hanoi. 
Pagoden är belägen kommunen My Thuy, distriktet Le Thuy, provinsen Quang Binh, Vietnam. Det första templet byggdes mer än 700 år sedan, en av de äldsta templen i centrala Vietnam.
Resan dit består av, förutom bilresa, en flera timmar lång båtresa och därefter en vandring upp för otaliga trappsteg. 
Hoang Phuc pagod är en pagod i kommunen My Thuy, distriktet Le Thuy, provinsen Quang Binh, Vietnam. Det första templet byggdes mer än 700 år sedan, en av de äldsta templen i centrala Vietnam. Templet har byggts om och bytt namn flera gånger. År 1985 kollapsade templet. I december 2014 började återuppbyggnad och slutfördes i januari 2016. burmesiska buddhist sangha donerade tempel sarira från Shwedagon.